# Danh sách phim VTV phát sóng giai đoạn 1982–1993
Đây là danh sách phim VTV phát sóng trong khoảng thời gian từ năm 1982 đến 1993.
1982-1993 - 1994→

## Phim
Trong khoảng thời gian từ năm 1982 đến 1993, phim truyền hình Việt Nam được lên sóng lẻ tẻ trên kênh VTV1. Bên cạnh đó vẫn có những khung giờ nhất định để phát lại phim Việt Nam.
Lưu ý: Từ năm 1985, Công ty Nghe nhìn Việt Nam (thành lập năm 1980) được đổi tên thành Trung tâm nghe nhìn - Đài truyền hình Việt Nam.
| Thời gian | Tên             | Số tập | NSX                        | Đoàn làm phim                                                  | Bài hát chủ đề | Thể loại                 | Ghi chú                                        |
| --------- | --------------- | ------ | -------------------------- | -------------------------------------------------------------- | -------------- | ------------------------ | ---------------------------------------------- |
| 1982      | Người thành phố | 1      | Công ty Nghe nhìn Việt Nam | Nguyễn Khải Hưng (đạo diễn & biên kịch)                        |                | Slice of life            | Phát sóng dưới dạng một bộ phim Tết Nguyên Đán |
| 1983      | Đứa con tôi     | 1      | Công ty Nghe nhìn Việt Nam | Nguyễn Khải Hưng (đạo diễn); Sĩ Hanh (biên kịch); Minh Hằng... |                | Slice of life, thiếu nhi | Chuyển thể từ một kịch bản sân khấu            |
| 1985      | Cánh diều nhỏ   | 1      | Công ty Nghe nhìn Việt Nam | Nguyễn Khải Hưng (đạo diễn)                                    |                |                          |                                                |